# Xestia filiis
Xestia filiis är en fjärilsart som beskrevs av Smith 1907. Xestia filiis ingår i släktet Xestia och familjen nattflyn. Inga underarter finns listade i Catalogue of Life.